# 모리구치역 (오사카부)
모리구치역(일본어: 守口駅, もりぐちえき)은 일본 오사카부 모리구치시에 있는 오사카시 고속 전기 궤도의 철도역이다.

## 개요 및 역 구조
섬식 1면 2선의 승강장이 있는 지하역이다. 개찰구는 한 군데에만 있다.
출입구는 다이니치 방면에 1 ~ 2번 출입구, 히가시우메다 방면에 3 ~ 4번 출입구가 있다.

### 승강장
| 1 | ■ 다니마치 선 | 히가시우메다 · 덴노지 · 야오미나미 방면 |
| 2 | ■ 다니마치 선 | 다이니치 방면                           |

## 역세권 정보
- 모리구치시청
- 모리구치 경찰서
- 모리구치 우체국
- 모리구치 소방서
- 모리구치 교육 센터
- 모리구치 중앙 시민관
- 모리구치 시민 회관
- 오사카 시립 요도가와 공과 고등학교
- 오사카 시립 모리구치히가시 고등학교
- 파나소닉 본사
- 산요 전기본사
- 국도 제1호선
- 게이한 전기 철도 본선 모리구치 시역

## 역사
- 1977년 4월 6일: 다니마치 선 미야코지마 ~ 모리구치 간 영업 개시, 당초 시종착역.
- 1983년 2월 8일: 모리구치 ~ 다이니치 간 영업 개시, 중간역이 됨.

## 인접역
| ■ 오사카 메트로 다니마치선 | ■ 오사카 메트로 다니마치선  | ■ 오사카 메트로 다니마치선             |
| -------------------------- | --------------------------- | -------------------------------------- |
| T11 다이니치 다이니치 방면 | ■ 오사카 지하철 다니마치 선 | T13 다이시바시이마이치 야오미나미 방면 |